# Oxanthera neocaledonica
Oxanthera neocaledonica là một loài thực vật thuộc họ Rutaceae. Đây là loài đặc hữu của New Caledonia.